# Lost (Aberdeenshire)
Lost (Schots: Lòsda) is een gehucht in Aberdeenshire, Schotland. De plaats ligt 60 km ten westen van Aberdeen in de Cairngorm-bergen.
Lost ligt bij het dorp Bellabeg waar de Water of Nochty in de Don stroomt.
Vanwege de populaire plaatsnaam worden regelmatig plaatsnaamborden van de openbare weg gestolen; er is zelfs voorgesteld om de naam te wijzigen in Lost Farm om deze problematiek te voorkomen.

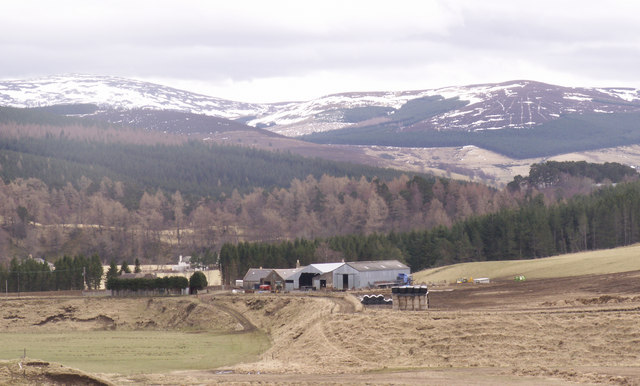
Lost